# خواکین موخیکا
خواکین موخیکا (اسپانیایی: Jokin Mújika‎؛ زادهٔ ۲۲ اوت ۱۹۶۲) دوچرخه‌سوار اهل اسپانیا است. وی در بازی‌های المپیک تابستانی ۱۹۹۶ شرکت کرده است.